# Taurinus
Taurinus (soms Taurinius genoemd) was een Romeinse tegenkeizer in 232 na Chr. tijdens het bewind van keizer Severus Alexander. Hij werd uitgeroepen tot keizer door de troepen in Syrië te midden van een militaire crisis, maar zijn opstand was van korte duur en werd snel neergeslagen. Taurinus' leven eindigde tragisch toen hij verdronk in de Eufraat tijdens een vluchtpoging.
In het oostelijke deel van het Romeinse Rijk brak in 229 na Chr. oorlog uit met de Sassaniden van het Perzische Rijk. Onder leiding van Ardashir I vormden de Sassaniden een grote bedreiging voor de Romeinse heerschappij in het oosten. Keizer Severus Alexander mobiliseerde zijn legers om de regio te verdedigen, maar het verloop van de campagne verliep moeizaam en leidde tot ontevredenheid onder de troepen.
De situatie in het oosten bood een vruchtbare bodem voor opstanden, aangezien de legioenen ontevreden waren over de leiding van Severus Alexander. Taurinus, mogelijk een Romeinse generaal of gouverneur, werd in deze chaos door de legioenen in Syrië tot keizer uitgeroepen. Zijn exacte motieven en achtergrond zijn echter onbekend, omdat de bronnen hier slechts kort op ingaan.

## Opstand en neerslag
De opstand van Taurinus was van korte duur. Keizer Severus Alexander reageerde snel en stuurde versterkingen naar de regio om de opstand neer te slaan. Volgens de Epitome de Caesaribus wierp Taurinus zich uit angst in de Eufraat, mogelijk in een poging te ontsnappen naar Sassanidisch grondgebied.
Hoewel Taurinus' rebellie weinig directe gevolgen had, maakt het deel uit van een patroon dat uiteindelijk leidde tot de crisis van de derde eeuw. Tijdens deze periode werd het Romeinse Rijk geconfronteerd met frequente machtswisselingen, burgeroorlogen en invasies door buitenstaanders.